# Погонешть
Погонешть, Погонешті (рум. Pogonești) — село у повіті Васлуй в Румунії. Адміністративний центр комуни Погонешть.
Село розташоване на відстані 221 км на північний схід від Бухареста, 56 км на південь від Васлуя, 111 км на південь від Ясс, 89 км на північний захід від Галаца.

## Населення
За даними перепису населення 2002 року у селі проживали 1364 особи, усі — румуни. Усі жителі села рідною мовою назвали румунську.